# Ayabie
 (octobre 2012).
Si vous disposez d'ouvrages ou d'articles de référence ou si vous connaissez des sites web de qualité traitant du thème abordé ici, merci de compléter l'article en donnant les références utiles à sa vérifiabilité et en les liant à la section « Notes et références ».
ayabie (アヤビエ /  彩冷える) est un groupe japonais créé en 2004 dont le style vestimentaire se rapproche du visual kei.

## Histoire
ayabie voit le jour au printemps 2004. Aoi était le chanteur de MASK, et Ryohei, Takehito et Intetsu venaient tous les trois de Hinawana.
Ils débutent sans batteur, ce qui ne les empêche pas de faire leur premier concert -et one man- au Takadanobaba AREA le 8 mai, avant de produire un CD (Kagen no sakura, ame) pour l'occasion 'sold out' comme le concert. Dans le commerce arrive à la même date Romancer, un premier maxi-single à 1000 exemplaires.
Le deuxième maxi-single Chousoi sou yori san rin qui prend la 7e place de l'ORICON indies.
Depuis 2004, ayabie faisait appel à des batteurs de session comme Manabu (ex.Visage) ou Towa (Fatima). Le dernier membre qui rejoint le groupe s'appelle Kenzo et devient officiellement le batteur d'ayabie le 1er octobre 2005.
En juin 2006, ils quittent pour la première fois le Japon pour différents concerts en Europe.
Mais Ryohei souhaite suivre une autre route que celle destinée à ayabie ; avant son départ, il écrit alors un message à ses fans pour leur assurer qu'il veut continuer de composer.
Yumehito (ex.Soroban) endosse le rôle de guitariste à partir du 16 novembre avant la tournée de la fin de l'année.
En 2010, Takehito, Yumehito, Intetsu et Kenzo décident de quitter le groupe, laissant ainsi Aoi seul à la tête du groupe ayabie. Aoi décide alors de se lancer dans une carrière solo le temps de résoudre les problèmes qui persistent au sein du groupe. Mais quelque temps plus tard, il annonce qu'il met ayabie en pause pendant une durée indéterminée.
De leur côté, les quatre anciens membres de ayabie ont décidé de former un autre groupe, sobrement appelé AYABIE (en majuscules).

## Formation

### Membres actuels
- Aoi : Chant

### Anciens membres
- Ryōhei
- Takehito
- Intetsu
- Kenzo
- Yumehito

## Discographie

### Albums et mini-albums
- Rikkaboshi (2007)
- Ecumenical (2007)
- Virgin Snow Color (バージン スノー カラー) CD+DVD (2006)
- Tetsu no shima (mini-album) (2006)
- EquAL pRayer 2 aLL (CD + DVD - mini-album) (005)
- EquAL pRayer 2 aLL (mini-album) (2005)
- ayabie sokukan ongenshuu (album)  (2005)
- Tetsu no shima (mini-album) (2005)

### Maxi-singles
- Mikazuki no kiseki (25-06-2008)
- Melt Away (2008)
- FAINT/Topaz  (2006)
- Japanese Lo-rez carameltown (CD + DVD ) (2006)
- Japanese Lo-rez carameltown (2006)
- mafuyu, yon renya sou (2006)
- LEMPICKA (2005)
- ~manatsuyukitorokerushyougen~ kiss me snow (CD + DVD) (2005)
- ~kakoyakasuresakebishi~ tsukikoi (CD + DVD) (2005)
- ~igyou no sou no doujisha~ taikanshiki zenya (CD + DVD) (2005)
- Hinata (2005)
- kuroi stukai to shikinegai (2005)
- Melting Cinnamon (2005)
- M (2005)
- Lovers name (2004)
- Romancer (2004)
- Gothic Party (04)
- Chousoi sou yori san rin (2004)
- Romancer (2004)
- Kagen no sakura, ame (2004)
- Romancer (2004)
- Kagen no sakura, ame (2004)

### DVD
- Film Spiral  	フィルムスパイラル  (2008)
- The Brilliant Parade (2007)
- ecumenical image (2007)
- tour '06>>'07Virgin snow color (2008)
- AYABIE soku kan eizou shuu (2006)
- Tsuki no kakera furisosogu (concert) (2006)
- TOKYO-pRayer (concert) (2006)
- Ichidan tobi～2005.4.1 SHIBUYA O-EAST～ (concert) (2005)
- Daikei / Misery in the desk (2004)